# Sonny Carter
Manley Lanier Carter, Jr, detto Sonny (Macon, 15 agosto 1947 – Brunswick, 5 aprile 1991), è stato un astronauta e medico statunitense.

## Carriera
Ha partecipato alla missione STS-33 dello Space Shuttle. Era in addestramento per STS-42 quando è rimasto ucciso nell'incidente del volo 2311 operato da Atlantic Southeast Airlines su cui si trovava per scopi legati al suo lavoro presso la NASA. Insieme a lui è deceduto anche il governatore del Texas John Tower.

### Calciatore
Prima di divenire medico e poi astronauta si dedicò anche al calcio, nel ruolo di difensore, prima con la rappresentativa della sua università, la Emory, poi con i professionisti dell'Atlanta Chiefs. Militò negli Chiefs dal 1970 al 1972, giocando in totale 13 incontri e raggiungendo con il suo club la finale della North American Soccer League 1971, persa contro i Dallas Tornado.

### Vita privata
Sonny Carter era sposato con Dana e aveva due figlie: Olivia Elisabeth (nata il 27 maggio 1974) e Meredith Corvette (nata il 3 dicembre 1976).